# Allium caesium
Allium caesium là một loài thực vật có hoa trong họ Amaryllidaceae. Loài này được Schrenk mô tả khoa học đầu tiên năm 1844.